# روهيت شيتي
روهيت شيتي (بالإنجليزية: Rohit Shetty)‏ مواليد 14 مارس 1973 في مومباي، ماهاراشترا، الهند، هو ممثل ومخرج الهندية بدأ مسيرته الفنية عام 1994.

## روابط خارجية
- روهيت شيتي على موقع IMDb (الإنجليزية)
- روهيت شيتي على موقع ألو سيني (الفرنسية)
- روهيت شيتي على موقع أول موفي (الإنجليزية)
- روهيت شيتي على موقع قاعدة بيانات الفيلم (الإنجليزية)
- روهيت شيتي على موقع كينوبويسك (الروسية)